# Mordkommission (Fernsehserie, 1998)
Mordkommission ist eine 12-teilige Kriminalserie, die zwischen November 1998 und August 2000 in zwei Staffeln à sechs Folgen vom ZDF ausgestrahlt wurde. Produzentin war die Monaco Film GmbH.

## Inhalt
Ralf Heine und Lilli Kutschinski ermitteln gemeinsam in Tötungsdelikten für die Hamburger Kriminalpolizei. Doch nicht nur beruflich, auch privat sind sie ein Paar. Ihr Vorsatz, Berufliches von Privatem zu trennen, gelingt ihnen in den seltensten Fällen.

## Sonstiges
Mordkommission war der Nachfolger von Faust und lief auf dem für Krimiserien etablierten Sendeplatz, nämlich freitags ab 20 Uhr 15 und wurde im Wechsel mit Ein Fall für zwei, Der Alte und Siska ausgestrahlt. Die Folgen liefen einmal im Monat, lediglich zwischen den Folgen 5 und 6 der ersten Staffel verging mehr als ein Vierteljahr. Ebenso wie Faust, erfreute sich auch Mordkommission eines eher geringen Zuschauerzuspruchs.
Da das Ermittlerteam auch privat miteinander verbunden war, ließ man die Drehbücher von Autorenpaaren schreiben, um die Liaison möglichst realistisch wiedergeben zu können. Gedreht wurde in und um Hamburg.
Mit der von 1973 bis 1975 ausgestrahlten Krimireihe gleichen Titels hat diese Serie nichts gemeinsam.

## Episodenliste

### Staffel 1
| Nr. (gesamt) | Nr. (Staffel) | Erstausstrahlung  | Titel                      | Drehbuch                       | Regie              | Gastschauspieler (Auswahl)                                                              |
| ------------ | ------------- | ----------------- | -------------------------- | ------------------------------ | ------------------ | --------------------------------------------------------------------------------------- |
| 1            | 1             | 20. November 1998 | Ein Akt der Barmherzigkeit | Eva und Volker A. Zahn         | Dietmar Klein      | Isolde Barth, Horst Günter Marx, Dietmar Mues, Wanja Mues, Julia Richter                |
| 2            | 2             | 11. Dezember 1998 | Tod eines Biedermanns      | Eva und Volker A. Zahn         | Dietmar Klein      | Stefan Mehren, Andrea Sawatzki, Heinrich Schafmeister, Catrin Striebeck, Diego Wallraff |
| 3            | 3             | 22. Januar 1999   | Tod auf der Go-Kart-Bahn   | Christin Kelling/Wolfgang Büld | Michael Mackenroth | Angelika Bender, Florian Fitz, Jörg Holm, Pamela Knaack, Benjamin Sadler                |
| 4            | 4             | 19. Februar 1999  | Ritter der Autobahn        | Christin Kelling/Wolfgang Büld | Michael Mackenroth | Volker Bogdan, Gerda Gmelin, Wolfgang Kaven, Uli Krohm, Volker Lechtenbrink             |
| 5            | 5             | 12. März 1999     | Zerstörte Träume           | Franziska Buch/Ljubiša Ristić  | Klaus Emmerich     | Justine del Corte, Renate Delfs, Jochen Nickel                                          |
| 6            | 6             | 30. Juli 1999     | Kalte Liebe                | Franziska Buch/Ljubiša Ristić  | Matthias Glasner   | Brigitte Böttrich, Peter Franke, Teresa Harder, Fritz Hollenbeck, Bernd Stegemann       |

### Staffel 2
| Nr. (gesamt) | Nr. (Staffel) | Erstausstrahlung | Titel               | Drehbuch               | Regie                     | Gastschauspieler (Auswahl)                                                         |
| ------------ | ------------- | ---------------- | ------------------- | ---------------------- | ------------------------- | ---------------------------------------------------------------------------------- |
| 7            | 1             | 11. Februar 2000 | Durchgedreht        | Eva und Volker A. Zahn | Nils Willbrandt           | Ludger Burmann, Jan-Gregor Kremp, Michael Lott, Gesche Tebbenhoff                  |
| 8            | 2             | 24. März 2000    | Familienbande       | Eva und Volker A. Zahn | Michael Mackenroth        | Günter Lamprecht, Carolin Fink, Stefan Reck, Birthe Wolter, Ole Schloßhauer        |
| 9            | 3             | 5. Mai 2000      | Ohne Nebenwirkungen | Eva und Volker A. Zahn | Nils Willbrandt           | Thomas Bestvater, Wilfried Dziallas, Jan Peter Heyne, Alexander Pelz, Michael Roll |
| 10           | 4             | 30. Juni 2000    | Gefallene Engel     | Eva und Volker A. Zahn | Hans-Christoph Blumenberg | Barbara Focke, Vadim Glowna, Brigitte Janner, Ulrike Kriener, Josef Ostendorf      |
| 11           | 5             | 21. Juli 2000    | Unter Strom         | Eva und Volker A. Zahn | Michael Mackenroth        | Gunter Berger, Hans Kremer, Angela Neumann, Theresa Scholze, Charlotte Schwab      |
| 12           | 6             | 11. August 2000  | Chiffre 6969        | Eva und Volker A. Zahn | Hans-Christoph Blumenberg | Inga Busch, Max Volkert Martens, Christian Redl, Traudel Sperber, Bernd Tauber     |